# Jardín Botánico de McAllen

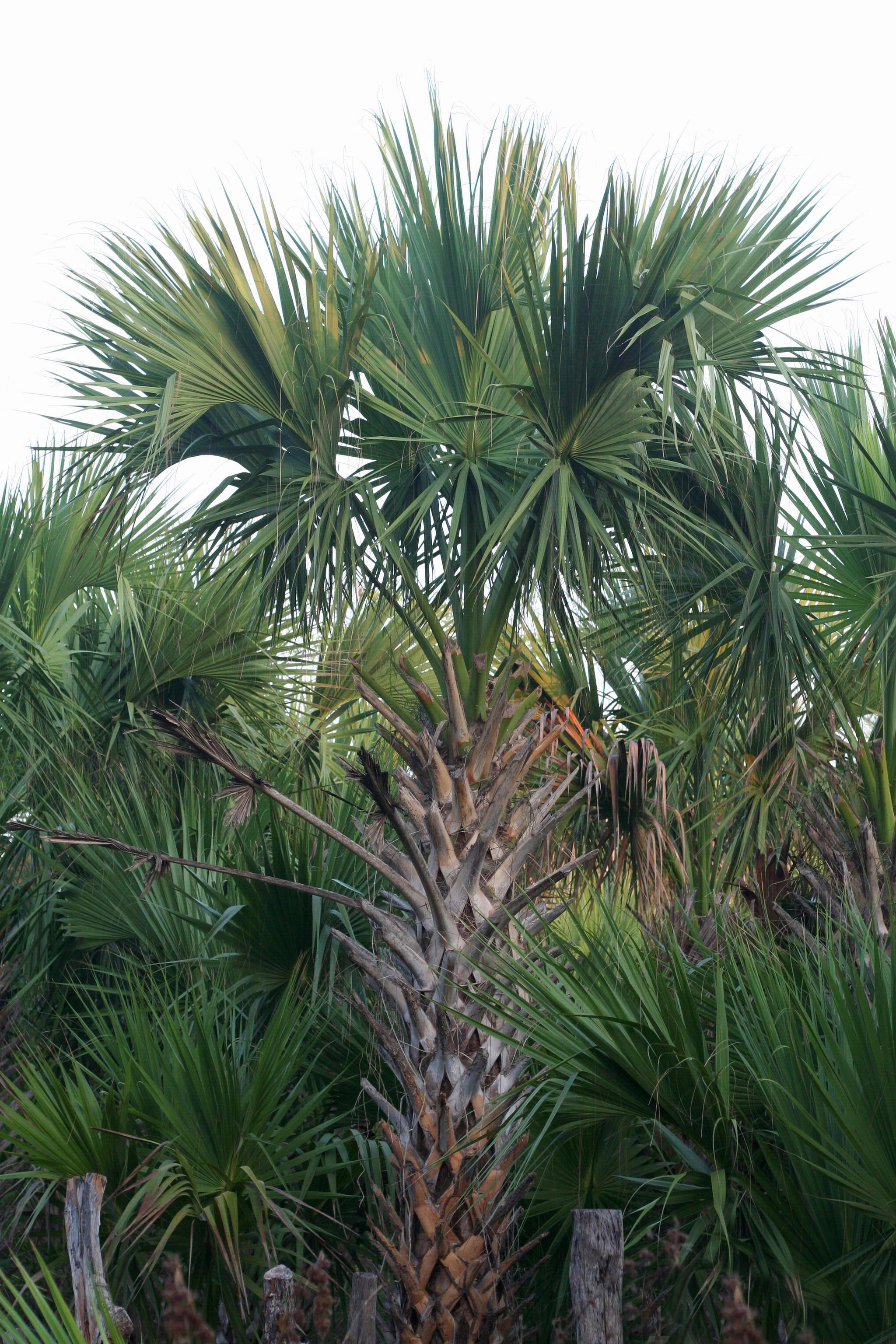
Sabal mexicana palma endémica del norte de América.

El Jardín Botánico de McAllen (en inglés: Fort Worth Botanic Garden también conocido como McAllen Nature Center o el Valley Nature Center) es un jardín botánico y reserva natural de 20 acres ( 4 hectáreas) de extensión. De administración municipal, que se encuentra en McAllen, Texas, Estados Unidos. 

## Localización
McAllen Botanical Gardens PO Box 220, 4101 W. Hwy 83, McAllen, Hidalgo County, Texas Texas 78502, United States of America.26°12′59″N 98°14′11″O / 26.21639, -98.23639
Se encuentra abierto a diario, son de visita libre sin pago de tarifa de entrada. 

## Historia
El jardín botánico fue creado en 1962. 

## Colecciones
El jardín botánico de unos 9 acres de extensión, alberga plantas nativas y exóticas.
Sus colecciones están especializadas en palmas, cactus, suculentas y variedades de poinsettia. 
Además en sus áreas arboladas, se incluyen senderos y áreas de acampada.